# CITY CIRCUIT TOKYO BAY

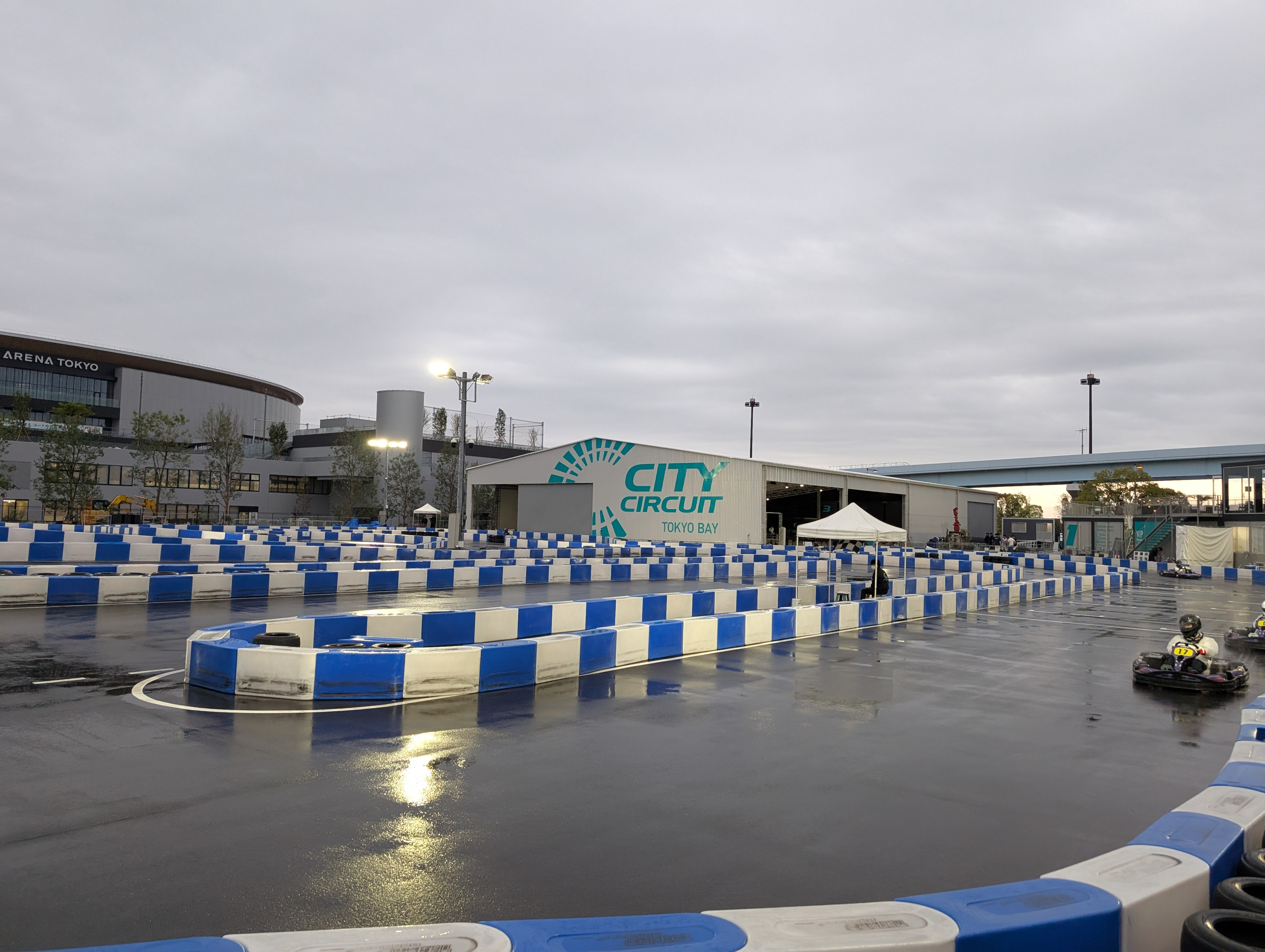
2025年4月撮影

CITY CIRCUIT TOKYO BAY（シティサーキット東京ベイ、シティサーキットとうきょうベイ）は、東京都江東区青海に2023年12月17日に開業した、トムスが運営するサーキットである。

## 概要
2023年10月28日にプレオープン、12月17日にグランドオープン。2022年8月31日に完全閉館した複合施設「パレットタウン」の跡地の一部に立地する、東京23区内で唯一となるモータースポーツ・サーキットコースである。施設には屋外コースと屋内コースが設置され、トムスが専用に開発したEVレーシングカートとシミュレーターを使用することで、都市にいながら本格的なレーシングとVRなどのe-モータースポーツを体験することができる。また、EVカートは「静音」「排出ガス無し」「デジタル制御」という特性を持つため、騒音の軽減や環境負荷の低減、安全性の向上を実現でき、今まで郊外という立地に限られていたサーキットを都市部に作ることを可能にした他、夜間の営業も可能となった。
敷地面積は約11,000平方メートル、収容客数は約1600人で、EVレーシングカート向けサーキットとしては日本最大級である。
当サーキットは森ビルによるパレットアウン跡地遊休施設の利活用として、MEGAWEB跡地部分の一部を暫定的に貸し出し営業されており、同社は今後の再開発（開発計画）も検討している。
企画立案には乃村工藝社が参画しており、グラフィックデザインなども手掛けた。元々森ビルから同社が「遊休地の活用」について相談を受け、別途取引のあったトムスを紹介したことがサーキット開設のきっかけだったといい、最初に話が出てからオープンまで約半年という短期間でプロジェクトが進められた。